# Lac Keowee
Le lac Keowee est un lac de barrage situé dans l'État de Caroline du Sud aux États-Unis. Il a été créé pour répondre aux besoins d'une compagnie d'électricité (Duke Energy) ainsi qu'à des fins récréatives publiques. Il mesure 42 km de long pour 4,8 km) de large, avec une profondeur moyenne de 16 m. Il se trouve à une altitude de 240 mètres et développe 480 km de rivage.
Le lac recueille ou retient les eaux des rivières Keowee, Little Keowee et d'autres secondaires, et les débits sous les barrages respectifs se rejoignent pour former la rivière Seneca laquelle rejoint ensuite la Savannah. L'eau du lac permet de refroidir les trois réacteurs nucléaires de Duke Energy situés à la centrale nucléaire d'Oconee. En outre, la force de la chute d'eau par gravité aide à générer de l'énergie hydroélectrique. La centrale hydroélectrique de Keowee produit 158 mégawatts à partir des débits sortant du lac. L'exploitation a commencé en 1973.
En outre, le lac Keowee a été présenté comme une destination récréative pour la pêche, la navigation de plaisance, la natation, la voile, le kayak et d'autres sports nautiques, et le lac est réputé comme ayant de l'eau pure et propre. Le nom Keowee est un nom cherokee.

## Source
- (en) Cet article est partiellement ou en totalité issu de l’article de Wikipédia en anglais intitulé « Lake Keowee » (voir la liste des auteurs).